# Секс-позитивний фемінізм
Секс-позитивний (просексуальний) фемінізм — течія фемінізму, фокусована на сексуальній свободі жінок, яка виступає на захист порнографії, проституції та БДСМ, а також, частково, сексу з неповнолітніми.
Секс-позитивний фемінізм пов'язаний із секс-позитивним рухом і об'єднує виробників порнографії та еротики, антицензурних активістів, ЛГБТ-активістів, феміністичних вчених. Секс-позитивні феміністки, як правило, погоджуються з тим, що людей у проституції не треба криміналізувати чи карати.
Секс-позитивний фемінізм зосереджується на ідеї, що сексуальна свобода є важливим компонентом свободи жінок. Вони виступають проти юридичних чи соціальних зусиль щодо контролю сексуальних дій між дорослими за згодою, незалежно від того, ініціюються вони урядом, феміністками, противниками фемінізму.
Деякі феміністки взяли участь у секс-позитивному феміністському русі у відповідь на зусилля антипорнографічних феміністок другої хвилі із пояснення утиску жінок через порнографію. Цей період напружених дискусій і розбрату між секс-позитивними та антипорнографічними феміністками на початку 1980-х, які часто називали феміністичними секс-війнами, започаткував третю хвилю фемінізму на початку 1990-х років. Феміністки, які визнали себе секс-позитивними, взяли участь у дебатах як пряму відповідь на те, що вони вважали патріархальним контролем сексуальності.

## Історія
Авторки Гейл Рубін та Венді МакЕлрой вбачають передумови розвитку секс-позитивного фемінізму у роботах секс-реформаторів та працівників, відповідальних за сексуальну освіту та доступ до контрацепції, таких як Гевлок Елліс, Маргарет Сенгер, Мері Деннет та, згодом, Альфред Кінсі та Шир Гайт. Однак сучасне втілення секс-позитивного фемінізму з'явилося після посилення уваги феміністок до порнографії як джерела утиску жінок у 1970-х.
Піднесення фемінізму другої хвилі було одночасним із сексуальною революцією та рішеннями, що послаблювали юридичні обмеження доступу до порнографії. У 70-х роках радикальні феміністки все більше зосереджувались на питаннях сексуальності в патріархальному суспільстві. Феміністичні групи почали досліджувати феміністичну сексуальність. Це було особливо характерно для лесбійських сепаратистських груп, але деякі гетеросексуальні жіночі групи, такі як «Червоні панчохи» (Redstockings), також зайнялися цим питанням.
З іншого боку, були феміністки, такі як Бетті Додсон, що вбачили сексуальне задоволення та мастурбацію жінок центральними для їх звільнення. У цю епоху порнографія не була основною проблемою; радикальні феміністки, як правило, виступали проти порнографії, але це питання не трактувалось як особливо важливе до середини 1970-х.
Однак існували феміністки, що виступали за захист прав повій, такі як COYOTE, яка проводила кампанію за декриміналізацію проституції.
Наприкінці 1970-х американська культура була все більше занепокоєна наслідками десятиліття більшої сексуальної свободи, включно із занепокоєнням з приводу явних проявів насильства та сексуальних зображень у ЗМІ, поширення порнографії, збільшення сексуальної активності серед підлітків, а також розповсюдження дитячої порнографії та передбачуване поширення снаф-фільмів (ця атмосфера створювала моральну паніку, яка досягла свого піку в середині 1980-х). Ці занепокоєння знайшли відбиття у феміністському русі: радикальні феміністки концептуалізували порнографію однією з центральних основ патріархату та безпосередньою причиною насильства проти жінок. Робін Морган резюмувала цю ідею у своїй заяві: «Порнографія — це теорія; зґвалтування — практика».
Андреа Дворкін та Робін Морган почали формулювати жорстку антипорнографічну позицію, засновану на радикальному фемінізмі, починаючи з 1974 року, а антипорно-феміністичні групи, такі як «Жінки проти порнографії», стали активними в різних містах США наприкінці 1970-х. Антипорнографічні феміністки розширили свою критику, включивши, крім порнографії, проституцію та БДСМ, тому інші феміністки стали більш критичними до антипорно-фемінізму. Сюди входили феміністки, що практикують БДСМ (зокрема, Самуа), захисниці прав повій, багато ліберальних та антиавторитарних феміністок.
Одним із перших феміністичних аргументів проти антипорнографічної течії був нарис Еллен Вілліс «Фемінізм, моралізм та порнографія», вперше опублікований у жовтні 1979 року у «Village Voice». У відповідь на створення «Жінок проти порнографії» в 1979 році Вілліс написала статтю, у якій стверджувала, що феміністки не повинні загально засуджувати будь-яку порнографію.
Рубін закликає до нової феміністичної теорії сексу, зауважуючи, що існуючі феміністичні думки про секс часто розглядають сексуальну лібералізацію як тенденцію, яка лише збільшує привілеї чоловіків. Рубін критикує антипорнографічних феміністок, які, за її словами, «засудили практично кожен варіант сексуального вираження як антифеміністичний», аргументуючи тим, що їх погляд на сексуальність небезпечно близький до антифеміністської, консервативної сексуальної моралі. Рубін закликає феміністок розглядати політичні аспекти сексуальності, не сприяючи при цьому сексуальним репресіям. Вона стверджує, що вину за утиск жінок слід покласти на цільові наміри, які цього заслуговують: «сім'я, релігія, освіта, практики виховання дітей, засоби масової інформації, держава, психіатрія, дискримінація на роботі та нерівна оплата праці…», аніж на відносно невпливові сексуальні меншини.
Венді МакЕлрой (1995) стверджує, що для феміністок у 1970-х і 1980-х звернення до питань сексуального самовираження було результатом розчарування невдачами фемінізму у політичній площині: у США Поправка про рівні права (ERA) зазнала невдачі, а права на аборти потрапили під загрозу під час адміністрації Рейгана.
Китайська вчена Ілейн Джеффріс зазначає, що позиція «антиповії» отримала все більше критики під час створення міжнародного руху повій у 1985 році, що вимагали визнання своїх прав як питання емансипації, а не злочинності, аморальності чи хвороби. До 2000-х позитивно-сексуальна позиція спонукала різні міжнародні правозахисні організації активно тиснути на китайський уряд, щоб він відмовився від офіційної політики заборони проституції в пореформеному Китаї та визнав добровільну проституцію законною роботою.

## Основні ідеї

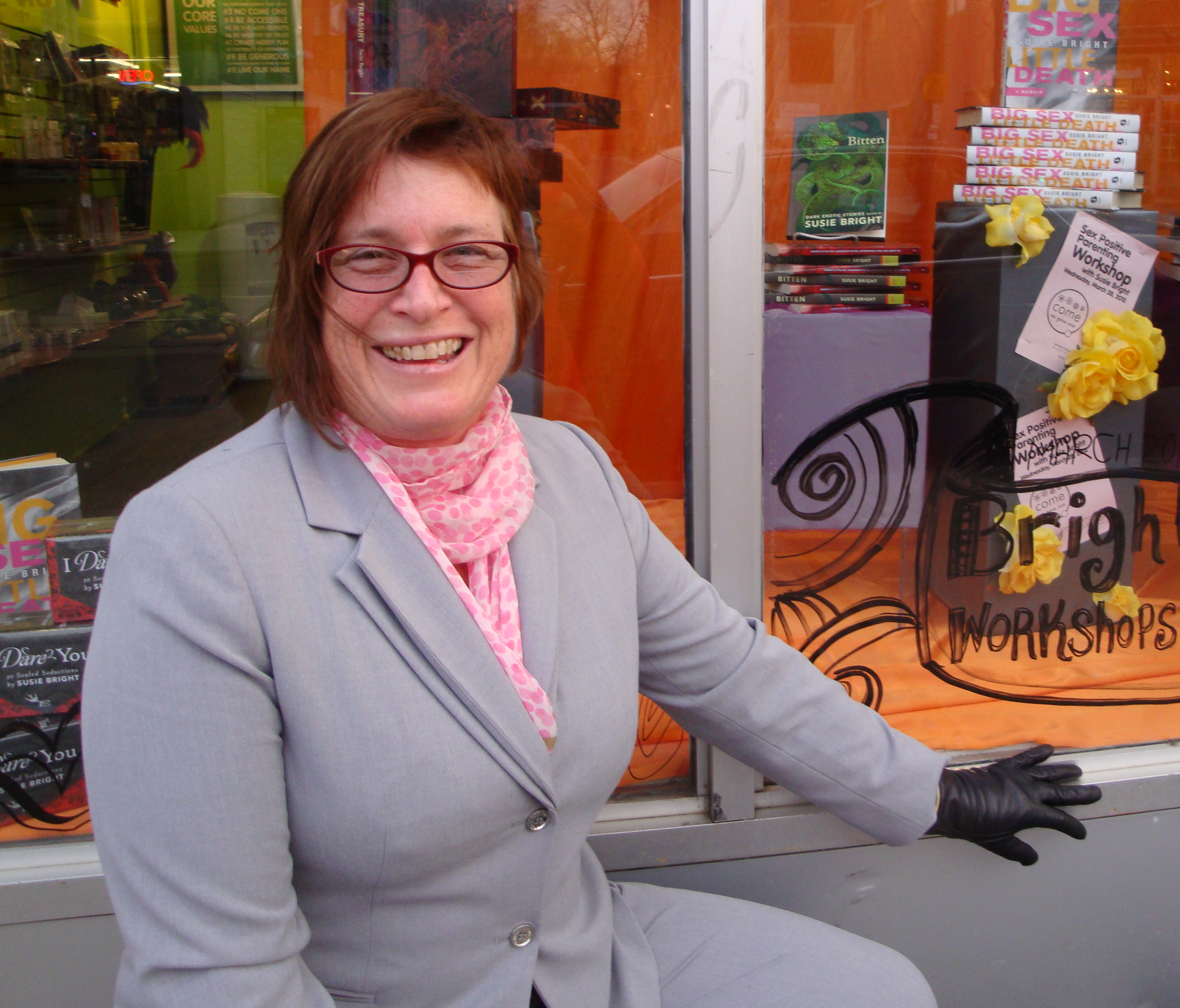
― письменниця та активістка, одна з перших жінок, яку називають секс-позитивною феміністкою.

Гейл Рубін резюмує конфлікт щодо сексу у фемінізмі. Вона каже, що одна феміністична течія критикує сексуальні обмеження та труднощі, з якими стикаються сексуально активні жінки (наприклад, доступ до абортів), тоді як інша течія розглядає сексуальну лібералізацію як продовження «чоловічої привілеї».
Просексуальні феміністки стверджують, що патріархат обмежує сексуальне самовираження і виступає за надання людям усіх статей більшої сексуальної можливості, а не за обмеження порнографії. Секс-позитивні феміністки загалом відкидають сексуальний есенціалізм, визначений Рубін як «ідея, що секс є природною силою, яка почала існувати раніше соціального життя і яка формує установи». Вони швидше розглядають сексуальну орієнтацію та стать як соціальні конструкції, які знаходяться під сильним впливом суспільства.
Деякі радикальні феміністки відкидають роздвоєність «сексуально-позитивного» та «сексуально-негативного» фемінізму, припускаючи, що натомість справжній розрив існує між ліберальним та радикальним фемінізмом.
Секс-радикальні феміністки доходять до секс-позитивної позиції через глибоку недовіру до здатності патріархату забезпечити інтереси жінок у законах, що сексуально їх обмежують. Інші феміністки визначають сексуальне звільнення жінок як справжній мотив жіночого руху. Наомі Вульф пише: «Оргазм — це природний заклик організму до феміністичної політики». Шерон Преслі, національна координаторка Асоціації лібертаріанських феміністок (англ. Association of Libertarian Feminists), пише, що у сфері сексуальності уряд відверто дискримінує жінок.
Необхідно також розуміти соціальний фон, в якому діє секс-позитивний фемінізм: християнські суспільства часто перебувають під впливом того, що розуміється як «традиційна» сексуальна мораль, яка полягає в тому, що сексуальна активність повинна відбуватися лише у шлюбі й повинна передбачати вагінальний статевий акт; забороняються сексуальні дії поза шлюбом та «неприродний секс» (тобто оральний, анальний секс, які називають «содомією»). Проте примусовий статевий акт у шлюбі не розглядається деякими соціальними та релігійними консерваторами як аморальний через існування так званих «подружніх обов'язків», визначених у Біблії.
Крім того, в певних культурах, особливо в середземноморських країнах, які зазнали впливу римо-католицизму, існують традиційні ідеї мужності та жіночої чистоти. Це призвело до того, що багато хто трактує подвійний стандарт між чоловічою та жіночою сексуальністю: від чоловіків очікується сексуальна напористість як спосіб підтвердити свою мужність, але жінка, щоб залишатися і вважатися «хорошою» повинна бути чистою. Чезаре Ломброзо у своїй книзі The Female Offender («Жінка-правопорушниця») стверджував, що жінок можна класифікувати на три типи: кримінальну жінку, повію та нормальну жінку. Таким чином, високо сексуальні жінки (секс-працівниці) вважалися ненормальними.

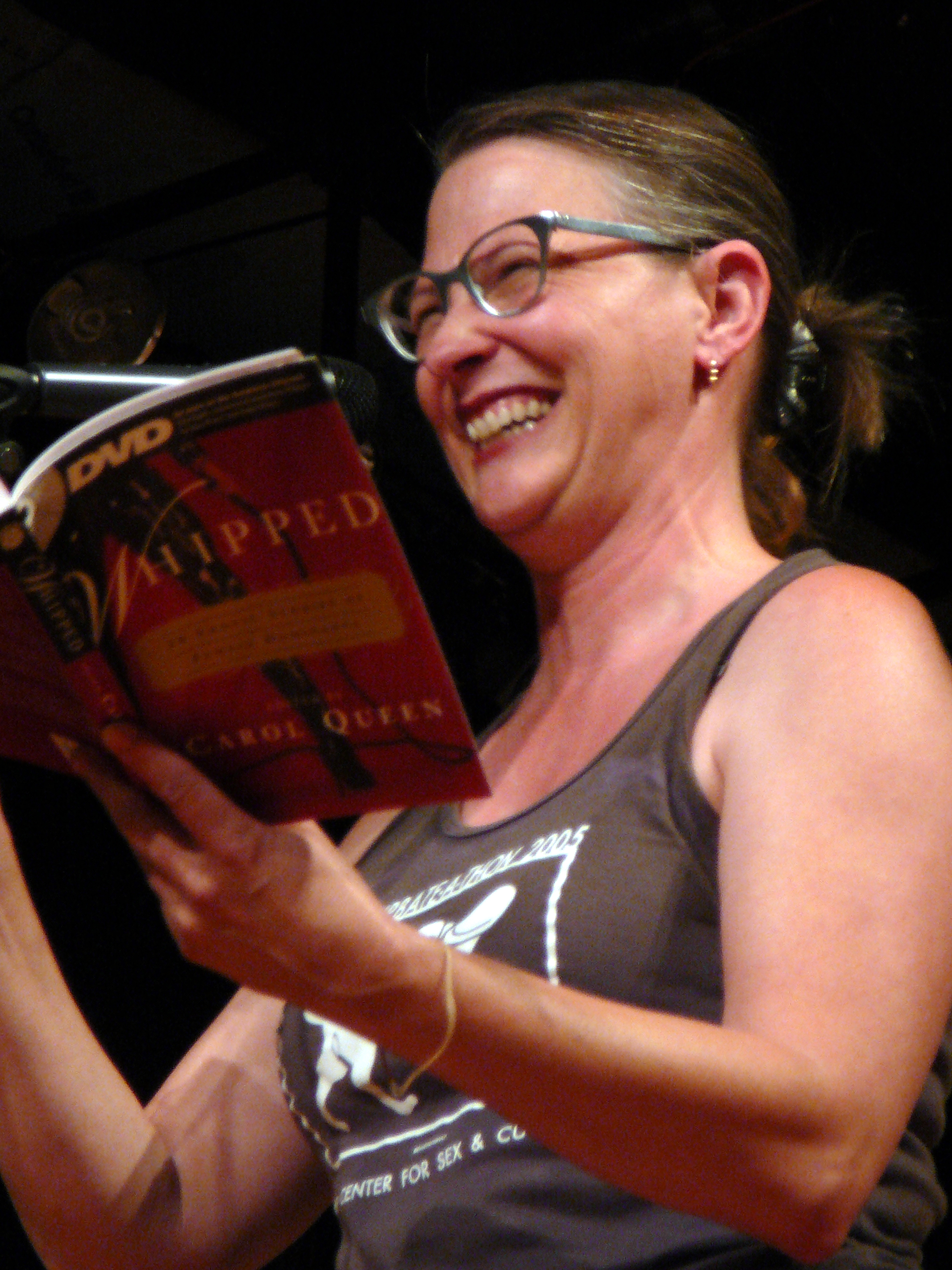
Керол Квін, соціологиня, сексологиня і секс-позитивна феміністка

### Сексуальна позитивність
За словами сексологині та авторки Керол Квін в інтерв'ю з дослідницею та професоркою Лінн Комеллою сексуальна позитивність ― «це культурна філософія, яка розуміє сексуальність як потенційно позитивну силу в житті людини […] на відміну від сексуального негативу, який розглядає секс як проблематичний, руйнівний, небезпечний. Секс-позитивність дозволяє і […] відзначає сексуальне різноманіття, різні бажання та структури відносин, а також індивідуальний вибір на основі згоди … [негативний сексуальний досвід спричинений нестачею інформації, підтримки та вибору] ― це культурні умови, які сексуальна позитивність дозволяє нам вказати на скорочення здорового та приємного сексуального досвіду»
Вона також додала, «Це відчуття того, що багатьом з нас відмовляли у наданні місця та повноважень говорити за себе та говорити про питання, що стосуються нашої спільноти, ― це те, що […] призвело до розквіту секс-позитивного фемінізму. І це причина, чому існує секс-позитивний фемінізм, а не просто сексуальна позитивність».

## Основні політичні проблеми

### Порнографія
Питання порнографії було чи не першим питанням, яке об'єднало секс-позитивних феміністки, хоча нинішні погляди на цю тему є широкими та складними. Протягом 1980-х років Андреа Дворкін та Кетрін Маккіннон, а також активістки, натхненні їх працями, працювали на користь постанов про боротьбу з порнографією в ряді міст США, а також у Канаді. Перший такий указ був прийнятий міською радою в Міннеаполісі у 1983 році. Маккіннон і Дворкін обрали тактику оформлення порнографії як проблему цивільних прав, аргументуючи, що показ порнографії є дискримінацією за ознакою статі щодо жінок. Реакцією секс-позитивісток на цей аргумент було те, що законодавство проти порнографії порушує право жінок на свободу слова. Незабаром після цього коаліція антипорно-феміністок та правих угруповань досягла успіху в прийнятті подібного розпорядження в Індіанаполісі. Пізніше ця постанова була визнана неконституційною Федеральним судом у справі «Американські книготорговці проти Хаднута».
Гейл Рубін пише, що антипорнографічні феміністки перебільшують небезпеку порнографії, демонструючи найбільш разючі порнографічні зображення (наприклад, пов'язані з садомазохізмом) поза контекстом, таким чином, що зображених жінок ґвалтують, а не підкреслюють, що це сцени зображують фантазії та використовують акторів, які дали згоду бути показаними таким чином. Секс-позитивні феміністки стверджують, що доступ до порнографії настільки важливий для жінок, як і для чоловіків, і що ніщо не принижує приналежність жінок щодо порнографії. Однак феміністки, які виступають проти порнографії, не погоджуються з цим, часто стверджуючи, що саме подібні зображення призводять до того, що фактичні дії заохочуються та здійснюються.
Куратори-феміністки, такі як Жасмін Гагендорфер, організовують феміністичні та квір-фестивалі порнофільмів (наприклад, PFFV у Відні).

### Проституція
Деякі секс-позитивні феміністки вважають, що жінки та чоловіки можуть мати позитивний досвід секс-роботи і що там, де це незаконно, проституцію слід декриміналізувати. Вони стверджують, що проституція не обов'язково шкідлива для жінок, якщо до працівниць ставляться з повагою та якщо професії, пов'язані з секс-роботою, дестигматизовані.
Інші просексуальні феміністки дотримуються різних поглядів на проституцію, які базуються на відмінності впливу проституції проституції залежно від класу, раси, торгівлі людьми та багатьох інших питань. Секс- позитивні феміністки, як правило, погоджуються з тим, що самі секс-працівниці не повинні криміналізуватися чи каратися.

### БДСМ

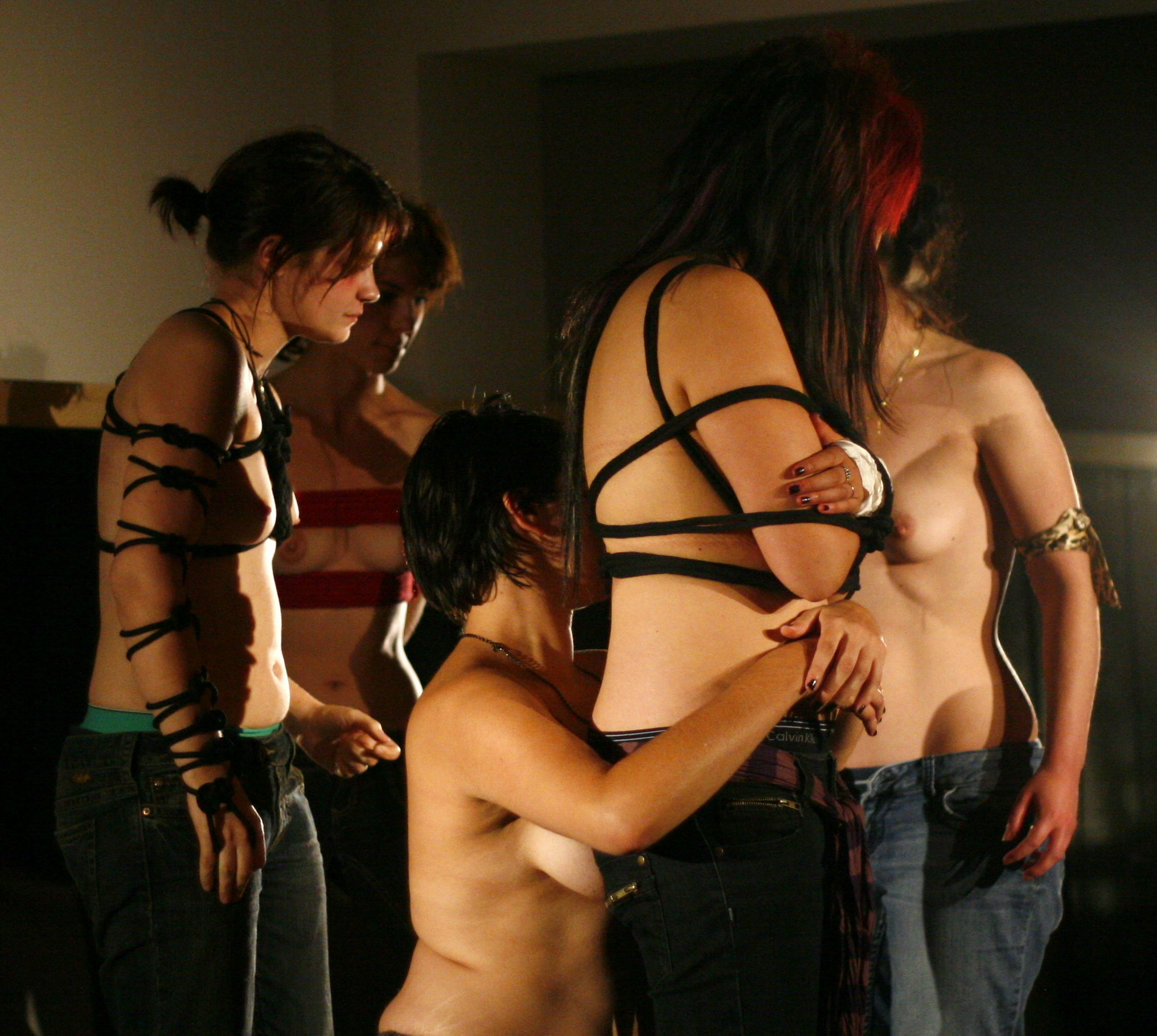
Жінки, що виступають як невільниці для інших жінок.

Садомазохізм (БДСМ) критикувався антипорно-феміністками за еротизацію влади й насильства, а також за посилення мізогінії (Рубін, 1984). Вони стверджують, що жінки, які вирішили брати участь у БДСМ, роблять вибір, зрештою поганий для жіночої статі.
Секс-позитивні феміністки стверджують, що багато жінок користуються БДСМ-діяльністю, що підтверджує сексуальні потяги цих жінок. Вони стверджують, що феміністки не повинні нападати на сексуальні бажання інших жінок як на «антифеміністські» або внутрішньопоглинаючі гноблення, і що немає зв'язку між незвичними сексуальними заняттями, які передбачають згоду, та сексуальними злочинами.
Хоча деякі антипорно-феміністки припускають наявність зв'язку між БДСМ-сценами та зґвалтуванням і сексуальним насильством, феміністки, які просекс-феміністки, вважають це образливим для жінок. Часто згадується, що в БДСМ ролі визначаються не статтю, а особистими уподобаннями. На додаток, багато хто стверджує, що гра з силою та владою (наприклад, сценами зґвалтування) за допомогою БДСМ ― це спосіб «скинути» цю силу, а не її матеріалізувати.
Хоча негатив стосовно БДСМ часто обговорюється, секс-позитивні феміністки зосереджуються на безпеці в цій спільноті. Згода ― найважливіше правило, що стосується БДСМ.

### Сексуальна орієнтація
МакЕлрой стверджує, що багато феміністок боялися бути пов'язаними з гомосексуальністю. Бетті Фрідан, одна із засновниць фемінізму другої хвилі, застерігала від лесбійства і називала його «лавандовою загрозою» (від цих поглядів вона відмовилася). Секс-позитивні феміністки вважають, що прийняття всіх сексуальних орієнтацій необхідно для того, щоб забезпечити жінкам повну сексуальну свободу. Окрім цього, звільнення жінок неможливо досягти без сприяння прийняттю гомо- та бісексуальності.

### Гендерна ідентичність
Деякі феміністки, як-от Жермен Ґрір, критикували трансжінок як чоловіків, які намагаються привласнити жіночу ідентичність, зберігаючи привілеї чоловіків, а трансгендерних чоловіків як жінок, які відкидають солідарність зі своєю статтю. У книзі «Уся жінка» Грір зайшла до порівняння трансжінок із ґвалтівниками за те, що вони примусово проникають у жіночі простори.
Багато трансгендерів розглядають гендерну ідентичність як вроджену частину людини. Феміністки ж вважають, що гендерні ролі є соціальними конструкціями й не пов'язані з жодним природним фактором. Секс-позитивні феміністки підтримують право всіх людей визначати свою стать і підтримують небінарність як один із засобів досягнення гендерної рівності.

## В Україні
З 1970-х років активна жіноча сексуальність стала нормативнішою й в Україні, де відкрито проходять лекції із сексуальної освіти, рекламуються сексуальні іграшки для жінок тощо. Це говорить про те, що наразі жінки краще контролюють і виражають свою сексуальність. Проте спільний погляд на порнографію й БДСМ в українському русі відсутній. Традицію антипорнографічних феміністок зазвичай мають радикальні феміністки, а секс-позитивні зустрічаються серед інтерсекційних та ліберальних феміністок.
В України особливості проституції також обумовлені умовами незаможної країни. Одна з майстринь БДСМ зазначила, що небезпечність її роботи у сфері комерційного БДСМ компенсується високою оплатою праці, що надає економічну емансипацію.

## Дискусії

### Розбещення неповнолітніх
Серед просекс-феміністок ведуться дискусії щодо того, чи є закони про розбещення формою сексизму. Як ілюструє суперечка щодо «Маленького Кучі-снорчера, який міг» з Монологів вагіни, деякі секс-позитивні феміністки не вважають, що будь-якій згоді між дітьми та дорослими людьми притаманна шкода. Серед феміністок ведуться дискусії щодо того, чи приносять передбачені законодавством статути про розбещення шкоду дівчатам-підліткам, і щодо того, чи має стать учасників впливати на ставлення до закону щодо сексуальних контактів. Деякі секс-позитивні феміністки стверджують, що закони про розбещення були прийняті з не гендерно нейтральними намірами й наразі виконуються з припущенням, що дівчата-підлітки наївні та потребують захисту.
Секс-позитивні феміністки стосовно цієї точки зору вважають, що «дівчата-підлітки та хлопці однаково здатні робити усвідомлений вибір щодо своєї сексуальності», і що закони про розбещення фактично покликані захистити «чемних дівчат» від сексу. Інші феміністки висловлюються проти зміцнення статутів про розбещення або мають неоднозначну позицію, оскільки вважають, що подібні закони заважають молодим жінкам вступати в добровільні сексуальні стосунки, навіть якщо вони компетентні дати згоду.
Просекс-феміністки розглядають закони про розбещення як ті, що контролюють, аніж ті, що захищають. І, звичайно, частиною історичної ролі закону був захист цноти жінки як цінного майна. Одна письменниця також зазначила, що на той час (час прийняття закону) у деяких штатах попередній сексуальний досвід підлітка міг бути використаний як захист обвинуваченим у встановленому законом розбещенні. Вона стверджувала, що це свідчить про те, що закони мали на меті захистити цноту, а не надання згоди.

## Критика
До авторок праць, що критикують секс-позитивний фемінізм, належать Кетрін Маккіннон, Жермен Ґрір, Памела Пол та Дорхен Лейдхольт. Їхні головні аргументи полягають у тому, що певні сексуальні практики (наприклад, проституція та порнографія) експлуатують жінок й історично приносять користь чоловікам, а не жінкам, і що беззастережне просування всіх видів сексуальних практик лише сприяє утиску жінок.
Маккіннон стверджує, що будь-яку концепцію сексуального звільнення потрібно розуміти в рамках чоловічого панування в суспільстві, в контексті дисбалансу сил між чоловіками та жінками та з належним урахуванням історії чоловічої та жіночої сексуальності; вона пише: «Чоловіки еротизували думку про те, що їх сексуальність заперечується, але їхня сексуальність була нічим іншим, як вираженою. З цієї точки зору сексуальне звільнення виглядає як чоловіча раціоналізація примусу жінок до сексу».
У своїй книзі «Шовіністичні свині» (2005) Аріель Леві критикує секс-позитивний фемінізм. Хоча вона не проти просекс-фемінізму як такого і не бажає конкретно прописувати певні форми сексуальної поведінки, Леві розглядає популяризовану форму секс-позитиву як становлення «розгульної культури», в якій жінки засвоюють чоловічий погляд, який сексуально об'єктивує самих жінок. Леві вважає помилковим сприймати це розширенням прав і далі зазначає, що жінки повинні розвивати власні форми сексуального вираження. Реакція секс-позитивних феміністок на книгу Леві неоднозначна; Сюзі Брайт сприйняла книгу досить прихильно, заявивши, що більша частина того, що можна розглядати як «непристойну культуру», являє собою псування творчості попередніх секс-позитивних феміністок, таких як вона сама.
Інші, такі як Рейчел Крамер Бассель, вважають, що Леві в основному ігнорує більшу частину розширених за останні 20 років можливостей для сексуального вираження жінки або неправильно трактує це як інтерналізацію чоловічої фантазії. Кара Джеселла стверджувала, що сексуальна позитивність не обов'язково може розширювати можливості, але вона може також не призводити до втрати знесилення.
Дорхен Лейдхольдт стверджує, що «стать» слід розуміти як соціальну конструкцію, визначену патріархальними соціальними структурами, і тому її слід ретельно вивчити. Лейдхольдт пише: «Якщо мова йде про стать, яку чоловіки використовують для встановлення свого домінування над жінками, тоді так, ми проти цього». За словами Енн Фергюсон, єдиним обмеженням просекс-феміністок на сексуальну активність має бути вимога згоди, проте вона стверджує, що секс-позитивний фемінізм дав неадекватні визначення згоди. Крім того, прагнучи примирити радикальний та лібертаріанський фемінізм, Фергюсон стверджує, що сексуальна поведінка повинна бути або базовою, ризикованою або забороненою, уточнюючи, що заборонені сексуальні дії «включають інцест, зґвалтування, домашнє насильство та сексуальні стосунки між зовсім маленькими дітьми та дорослими», а також будь-які інші види діяльності, причиною яких стає стан залежності жінки.
Шейла Джеффріс стверджує, що «сексуальна революція» у визначенні чоловіків сприяла меншій свободі жінок, ніж їхньому постійному утиску. Вона стверджує, що наявні традиційні уявлення про гетеросексуальні стосунки, такі як чоловіче право на секс та жіночий обов'язок погоджуватися на секс в рамках шлюбу, посилюються секс-позитивною ідеологією.
белл гукс стверджує, що однією з проблем сексуально-визвольних рухів є те, що вони зосереджуються на праві займатися сексом, але часто ігнорують право відмовитись. Інша критика полягає в тому, що те, що часто представляють як феміністичні ідеї, насправді є ідеями, які походять із сексології, в якій переважають чоловіки.

## Персоналії
Мають секс-позитивну позицію:
- Кеті Акер
- Каміль Палья[en]
- Меган Анделу[en]
- Сюзі Брайт[en]
- Рейчел Крамер Бассель[en]
- Діана Кейдж[en]
- Аведон Керол[en]
- Патрік Каліфія[en]
- Бетті Додсон
- Ненсі Фрайдей[en]
- Джейн Ґеллоп
- Лейсі Грін[en]
- Ніна Гартлі
- Джозефін Хо[en]
- Ембер Л. Холлібо
- Бренда Говард[en]
- Лора Кіпніс[en]
- Венді МакЕлрой[en]
- Інга Муссіо[en]
- Джоан Нестле[en]
- Марсія Паллі
- Керол Квін
- Кандіда Рояль[en]
- Гейл Рубін
- Енні Спрінкл[en]
- Трістан Таорміно[en]
- Еллен Вілліс[en]
- Мірей Міллер-Янг[en]
- Lorde[49]